# Pietà Panciatichi
La Pietà Panciatichi è un dipinto a tempera e oro su tavola (87x52 cm) di Carlo Crivelli, datato 1485 circa e conservato nella Museum of Fine Arts di Boston. È firmato "OPVS CAROLI CRIVELLI VENETI 1485".

## Storia
La tavola è nota in antico da quando si trovava nella collezione Panciatichi di Firenze, da dove venne venduta agli inizi del Novecento finendo al museo statunitense  nel 1912. La data sulla tavola rimanda al periodo in cui l'artista si divideva tra Ascoli Piceno e Camerino, appena prima dell'Annunciazione con sant'Emidio. Un indizio sulla provenienza originaria è la presenza dello stemma Bonacolsi-Malatesta sul drappo che pende dal sarcofago.

## Descrizione e stile
Quasi certamente si tratta della parte terminale di un polittico smembrato ignoto, come conferma la visione "da sott'in su", sebbene sia inusuale la presenza della firma in questo pannello (di solito si trovava nel pannello centrale, spesso una Madonna in trono). Le dimensioni sono coeve con quelle della Madonna di Budapest, ma nella ricostruzione di Federico Zeri tale opera (che presenta a sua volta la firma dell'artista) è associata al polittico minore di San Domenico, databile al 1476.
Tra le tante Pietà dipinte dal Crivelli, quella di Boston spicca per l'impeto drammatico e per lo sfondamento del campo visivo ottenuto proiettando una gamba di Cristo fuori, verso lo spettatore. Dettagli tradizionali sono invece il telo steso dietro le figure, che le isola e le rende più evidenti, sul quale è appesa una ghirlanda di frutta e verdura dai significati per lo più simbolici.  Cristo si leva duque dal sepolcro, retto sotto il braccio sinistro dalla Madonna e a destra da san Giovanni, mentre in basso spunta a mezza figura la Maddalena sfarzosamente vestita, che solleva la gamba proiettata in avanti. Il Cristo morto ha un incarnato scuro, con gli evidenti segni del martirio, rappresentando anche dettagli macabri come le mani contratte in uno spasimo, bloccate dal rigor mortis.